# 阿利西夫卡 (布利茲紐基區)
48°59′38″N 36°40′24″E / 48.99389°N 36.67333°E
阿利西夫卡（烏克蘭語：Алісівка）是位於烏克蘭東部的村莊，由哈爾科夫州洛佐瓦區的布利茲紐基市鎮負責管轄。該村始建於1889年，面積1.62平方公里，海拔高度138米，2001年人口610，人口密度每平方公里376.5人。